# Джеррі Берн
Дже́ррі Берн (англ. Gerry Byrne, нар. 29 серпня 1938, Ліверпуль — 28 листопада 2015) — англійський футболіст, захисник.
Відомий виступами за «Ліверпуль», в якому провів всю свою ігрову кар'єру, а також національну збірну Англії, з якою ставав чемпіоном світу.

## Клубна кар'єра
Вихованець футбольної школи клубу «Ліверпуль». Дорослу футбольну кар'єру розпочав 1957 року в основній команді того ж клубу, кольори якої і захищав протягом усієї своєї кар'єри гравця, що тривала тринадцять років. ільшість часу, проведеного у складі «Ліверпуля», був основним гравцем захисту команди. За цей час двічі виборював титул чемпіона Англії та ставав володарем Кубка Англії.

## Виступи за збірну
1963 року дебютував в офіційних матчах у складі національної збірної Англії. Протягом кар'єри у національній команді, яка тривала 4 роки, провів у формі головної команди країни лише 2 матчі.
У складі збірної був учасником чемпіонату світу 1966 року в Англії, здобувши того року титул чемпіона світу.

## Титули і досягнення
- Чемпіон Англії (2):

«Ліверпуль»: 1963–64, 1965–66
- Володар Кубка Англії (1):

«Ліверпуль»: 1964–65
- Володар Суперкубка Англії (3):

«Ліверпуль»: 1964, 1965 (розділений), 1966
- Чемпіон світу (1):

1966